# Adil Kaouch
Adil Kaouch (in arabo عادل الكوش‎?; 1º gennaio 1979) è un ex mezzofondista marocchino.

## Palmarès
| Anno | Manifestazione          | Sede     | Evento       | Risultato | Prestazione | Note                                     |
| ---- | ----------------------- | -------- | ------------ | --------- | ----------- | ---------------------------------------- |
| 1998 | Mondiali juniores       | Annecy   | 1500 m piani | Oro       | 3'42"43     |                                          |
| 1999 | Mondiali                | Siviglia | 1500 m piani | 11º       | 3'47"05     |                                          |
| 2000 | Giochi olimpici         | Sydney   | 1500 m piani | Batteria  | 3'41"06     |                                          |
| 2001 | Mondiali                | Edmonton | 1500 m piani | 11º       | 3'48"45     |                                          |
| 2004 | Giochi olimpici         | Atene    | 1500 m piani | 9º        | 3'38"26     |                                          |
| 2005 | Giochi del Mediterraneo | Almeria  | 1500 m piani | Argento   | 3'45"78     |                                          |
| 2005 | Mondiali                | Helsinki | 1500 m piani | Argento   | 3'38"00     | Miglior prestazione personale stagionale |